# 頼明珠
賴 明珠（らい めいしゅ、ライ・ミンチュー、1947年 - ）は、台湾の女性翻訳家である。日本の小説家村上春樹の繁体字翻訳で知られる。1969年に国立中興大学農経系を卒業し、研究助手を務めた後、コピーライターになり、不動産の広告企画の仕事に携わった。1975年から1978年に日本へ留学し、千葉大学園芸学部農業経済研究室に在籍、指導教員は鈴木忠和教授であった。
賴明珠は台湾の出版界に村上春樹をもたらし、当時の彼女の翻訳による出版の最初の作は中編小説『1973年のピンボール』と短編小説「4月のある晴れた朝に100パーセントの女の子に出会うことについて」である。後に台湾の故郷出版社が翻訳集団の劉惠禎、黃琪玟、傅伯寧、黃翠娥、黃鈞浩を通じて先を越して『ノルウェイの森』上中下巻を出し、1989年に、村上春樹旋風を引き起こした。その村上春樹旋風により賴明珠は村上春樹の多数の長編小説作品の翻訳に専念し始めた。2001年までに、既に15本翻訳し、100万冊超売れた。彼女は長期にわたり村上春樹の作品を翻訳した後、自らの訳風を発展させたが、この点で時々村上春樹の読者の議論になる。賴明珠は訳文中その他の訳者と同じではなく、大量の日本語式助詞「ああ」「おや」の翻訳を保留し、一方で簡体字中国語版の訳者林少華は、精錬的な散文風に偏向している。

## 翻訳書（村上春樹）
出版社、年月日、ISBNは翻訳版。
1990年代
- 『1973年のピンボール』 時報文化 1992年2月25日 ISBN 9571315761
- 『風の歌を聴け』 時報文化 1992年2月25日 ISBN 9571315753
- 『4月のある晴れた朝に100パーセントの女の子に出会うことについて』 時報文化 1992年2月25日 ISBN 957131577X
- 『国境の南、太陽の西』 時報文化 1993年8月15日 ISBN 9571307599
- 『世界の終りとハードボイルド・ワンダーランド』 時報文化 1994年9月15日 ISBN 9571313408（博益 1997年1月 ISBN 9621712831）
- 『象の消滅』（博益日本暢銷小説精選　短篇小説集第二版） 博益 1995年2月 ISBN 9789621713919
- 『カンガルー通信』（博益日本暢銷小説精選　短篇小説集第三版） 博益 1995年 ISBN 9789621714213
- 『羊をめぐる冒険』 時報文化 1995年8月15日 ISBN 9571317853
- 『ねじまき鳥クロニクル 第1部 泥棒かささぎ編』 時報文化 1995年9月26日 ISBN 9571318361
- 『ねじまき鳥クロニクル 第2部 予言する鳥編』 時報文化 1995年9月26日 957131837X
- 『ねじまき鳥クロニクル 第3部 鳥刺し男編』 時報文化 1997年2月25日 ISBN 9571322466
- 『夜のくもざる』 時報文化 1996年5月21日 ISBN 9571320331
- 『ダンス・ダンス・ダンス 上』 時報文化 1996年11月11日 ISBN 9571321982
- 『ダンス・ダンス・ダンス 下』 時報文化 1996年11月11日 ISBN 9571321990
- 『ノルウェイの森』 時報文化 1997年6月10日 ISBN 9571323004
- 『レキシントンの幽霊』 時報文化 1998年2月17日 ISBN 9571324906
- 『アンダーグラウンド』 時報文化 1998年6月9日 ISBN 9571325651
- 『ポートレイト・イン・ジャズ』 時報文化 1998年9月22日 ISBN 9571326976
- 『中国行きのスロウ・ボート』 時報文化 1998年12月2日 ISBN 9571327808
- 『辺境・近境』 時報文化 1999年3月22日 ISBN 9571328618
- 『回転木馬のデッド・ヒート』 時報文化 1999年5月24日 ISBN 9571329088
- 『スプートニクの恋人』 時報文化 1999年12月1日 ISBN 957133006X

2000年代
- 『神の子どもたちはみな踊る』 時報文化 2000年8月1日 ISBN 9571331759
- 『遠い太鼓』 時報文化 2000年9月25日 ISBN 9571332283
- 『日出る国の工場』 時報文化 2001年4月23日 ISBN 9571333662
- 『約束された場所で』 時報文化 2002年1月7日 ISBN 9571335797
- 『村上ラヂオ』 時報文化 2002年7月22日 ISBN 9571337161
- 『海辺のカフカ 上』 時報文化 2003年1月27日 ISBN 9571338400
- 『海辺のカフカ 下』 時報文化 2003年2月24日 ISBN 9571338419
- 『ポートレイト・イン・ジャズ2』 時報文化 2003年5月24日 ISBN 9571339016
- 『もし僕らのことばがウィスキーであったなら』 時報文化 2004年5月29日 ISBN 9571341142
- 『村上春樹、河合隼雄に会いにいく』 時報文化 2004年9月25日 ISBN 9571341770
- 『アフターダーク』 時報文化 2005年1月21日 ISBN 9571342475
- 『東京奇譚集』 時報文化 2006年2月7日 ISBN 9571344311
- 『やがて哀しき外国語』 時報文化 2006年11月2日 ISBN 9571343943
- 『うずまき猫のみつけかた』 時報文化 2007年9月14日 ISBN 9789571347189
- 『村上朝日堂』 時報文化 2007年11月5日 ISBN 9789571347448
- 『村上朝日堂の逆襲』 時報文化 2007年11月5日 ISBN 9789571347455
- 『走ることについて語るときに僕の語ること』 時報文化 2008年11月6日 ISBN 9789571349367
- 『1Q84 BOOK1、BOOK2』 時報文化 2009年11月13日 ISBN 9789571351001

2010年代
- 『1Q84 BOOK3』 時報文化 2010年9月30日 ISBN 9789571352497
- 『村上朝日堂はいかにして鍛えられたか』 時報文化 2010年12月 ISBN 9789571353104
- 『村上春樹 雑文集』 時報文化 2012年2月24日 ISBN 9789571355030
- 『おおきなかぶ、むずかしいアボカド 村上ラヂオ2』 時報文化 2012年11月12日
- 『サラダ好きのライオン 村上ラヂオ3』 時報文化 2013年1月21日
- 『色彩を持たない多崎つくると、彼の巡礼の年』 時報文化 2013年10月1日 ISBN 9789571358215
- 『女のいない男たち』 時報文化 2014年10月27日 ISBN 9789571360782
- 『小澤征爾さんと、音楽について話をする』 時報文化 2014年12月29日 ISBN 9789571361482
- 『職業としての小説家』 時報文化 2016年1月22日 ISBN 9789571365091

## 翻訳書（その他）
- 五木寛之 『四季・奈津子』 女性雑誌社 1985年7月
- 西村京太郎 『日本殺人旅行』（翻訳版の題名） 訳: 賴明珠、傅伯寧 故郷出版社 1986年
- 森村誠一 『無情都市』（翻訳版の題名） 総編集: 劉君祖 訳: 賴明珠 故郷出版社 1987年
- 吉永小百合 『夢一途』 方智出版社公司 1988年
- 渡辺淳一 『化身』 主訳: 傅伯寧、賴明珠 故郷出版社 1991年 ISBN 9576260795
- 深海遙・斎藤郁男 『探訪 村上春樹の世界—東京編 1968-1997』 紅色文化 1998年、城邦文化 1998年
- 谷崎潤一郎
  - 『春琴抄』 聯合文学 2004年9月7日 ISBN 9575224892
  - 『猫と庄造と二人のをんな』 聯合文学 2006年2月
  - 『盲目物語』 聯合文学 2008年
  - 『文章読本』 聯合文学 2008年7月
- 大江健三郎 『「新しい人」の方へ』 時報文化 2005年9月26日 ISBN 9571343595
- 野坂昭如 『火垂るの墓: 野坂昭如短篇小説集』 猫巴士出版 2007年3月22日 ISBN 9789868243378
- 河合隼雄
  - 『大人の友情』 天下雑誌 2008年
  - 『ココロの止まり木』 天下雑誌 2009年7月
- 小泉純一郎 『音楽遍歴』 財信出版公司 2009年7月